# Krizsánné Csíkos Antónia
Krizsánné Csíkós Antónia (Debrecen, 1887. július 5. – Nagybánya, 1987. július 3.) magyar festő. 1909-től tanult és alkotott a nagybányai művésztelepen, férjével, Krizsán Jánossal halálukig kitartottak a festőtelepen.

## Életpályája
Deák-Ébner Lajos női festőiskolájában tanult 1904/1905–1908/1909 között a Képzőművészeti Főiskolán. Ugyanitt később (1913/1914) Réti István festőosztályában tanult. Először 1909 nyarán látogatott a nagybányai művésztelepere, majd 1911-1915. között minden nyáron visszatért, munkáit Réti István korrigálta. Majd az iskolán kívül önállóan dolgozott, állandó nagybányai lakos lett.
Folyamatosan bekapcsolódott a kolónia életébe művészetszervező munkájával, 1922-ben felvételt nyert a Nagybányai Festők Társaságába. Az 1920-as években Bécsben, Párizsban járt tanulmányúton Krizsán Jánossal. 1927-ben feleségül ment Krizsán Jánoshoz. Veresvízen, a Zazar jobb partján, az egykori bányásznegyedben építettek maguknak műtermet közel Börtsök Samu családjának házához. A Morgó, a Kőalja, a Virághegy és a Kereszthegy bőven termett szelídgesztenyét, a hatalmas gesztenyefák virágzása, őszi szürete, leveleinek aranysárgába borulása gyakori témája volt a nagybányai festőknek, Krizsán János és Csikós Antónia egész sorozatokat festettek erről az egzotikus természeti jelenségről.
A nagybányai plein air és a gazdag kolorit jellemezte az ő festészetét, főleg figurális festéssel foglalkozott, de a természet utáni tájképfestésbe is beletanult. Az 1910-es évek első felében kezdett kiállítani a Műcsarnokban, 1914-ben nagy sikere volt nővéréről készített finom, kifejezésteljes arcképmásával mind a művészek, mind a közönség körében. Ő is azok közé a nagybányai művészek közé tartozott, akinek képeit örömmel rakták ki a nagybányai cukrászdák falaira, mintegy növelve a művésznő ismertségét, számos kiállításon részt vett a nagybányai festőtársakkal.
A második világháború után bekapcsolódott a romániai művészeti életbe, tagja lett a Romániai Képzőművész Szövetségnek, rendszeresen kiállított csoportos tárlatokon. 1972-ben romániai állami kitüntetést kapott. Műveit a debreceni Déri Múzeum és a nagybányai múzeum őrzi. Állandó lakhelyén, Nagybányán érte a halál, férje , Krizsán János mellé temették a nagybányai volt református temetőbe.

## Műveiből
- Nővérének arcképe (1910-es évek eleje)
- Korrektúra[1] (1945 előtt, Mgt)
- Rózsák (csendélet, olaj, karton, 39 x 44 cm)
- Csendélet mozsárral (olaj, vászon, 44 x 54 cm)
- Kertész domboldalon (alakos tájkép, olaj, vászon, 60 x 70 cm)
- Virágzó almafa (tájkép, olaj, vászon, 50 x 60,5 cm)
- Nagybányai domboldal bárányokkal (alakos tájkép, olaj, vászon, 65 x 94,5 cm)
- Nagybánya látképe virágos teraszomról (tájkép, olaj, vászon, 70 x 80 cm)
- Piknik a Virághegyen (alakos tájkép, olaj, vászon, 100 x 80 cm)
- Virágzó kaktusz (cserepes virág ábrázolása, olaj, vászon, 70 x 60 cm)

## Társasági tagság
- Nagybányai Festők Társasága (NFT) (1922-1937)
- Romániai Képzőművész Szövetség (1950-es évektől)

## Kitüntetés
- Kultúráért érdemrend (romániai állami kitüntetés, 1972)